# U tvojim molitvama
U tvojim molitvama - Balade je prvi live album novosadskog kantautora Đorđa Balaševića.  Sniman je u Zetri (Sarajevo, studeni 1986.), Ledenoj dvorani (Zagreb, studeni 1986.), Sava Centru (Beograd, prosinac 1986.), Studiu M (Novi Sad, svibanj 1987.) i na Šalati (Zagreb, lipanj 1987.).
Snimljen kao dupli LP s poklonom singl ploča s dvije pjesme (1987. - Poluuspavanka)

## Track listing
1. Ne volim januar – 5:41
2. Bezdan – 5:45
3. Olivera – 4:31
4. Slow Motion – 6:49
5. Samo da rata ne bude – 9:34
6. Neki novi klinci – 3:09
7. Ne lomite mi bagrenje – 9:54
8. Protina kći - 4.17
9. Priča o Vasi Ladačkom – 7:40
10. Život je more – 3:48
11. Slovenska – 5:09
12. Neko to od gore vidi sve – 4:56
13. Prva ljubav – 4:35
14. Svirajte mi Jesen stiže, dunjo moja – 5:34
15. Odlazi cirkus – 6:16
16. 1987. – 5:24
17. Poluuspavanka – 3:57